# Hayley Faith Negrin
Hayley Faith Negrín (Nueva York, 18 de enero de 2004) es una actriz estadounidense, conocida por su actual trabajo como voz en la serie de televisión de PBS Kids, Peg + Gato.

## Biografía
Reside en Weston (Connecticut) con su familia. Su carrera profesional se inició en 2010, cuando apareció en un anuncio de televisión nacional de Verizon. En 2013 fue elegida para protagonizar el papel principal en Peg + Gato. En 2014 ganó un Premio Daytime Emmy como artista destacada por su papel en la serie.

## Filmografía
- (2013-2017) - Peg + Gato como Peg
- (2016) - Gekijouban Shimajirou no wao!: Shimajirou to ehon no kuni como Astra